# 14. vojaškopolicijska brigada (ZDA)
14. vojaškopolicijska brigada (izvirno angleško 14th Military Police Brigade) je bila vojaškopolicijska brigada Kopenske vojske Združenih držav Amerike.